# Флаг Лиги арабских государств
Флаг Лиги арабских государств — зелёное полотно, с печатью Лиги арабских государств по центру. Двадцать звеньев в общей цепи представляют двадцать членов Лиги на время принятия флага. Принят 8 марта 1945.
Есть также несколько флагов для Лиги арабских государств, обычно используемых на встречах на высшем уровне Лиги арабских государств.
Так же есть у флагов Лиги арабских государств другие варианты: в красном или чёрном обрамлении, с чёрным или золотом, с зелёными или белыми полумесяцами, обычно они принимались и использовались в течение 50-х и 70-х гг.

## Описание
Флаг содержит эмблему Лиги арабских государств, расположенной в центре флага, на зелёном фоне (F006230). Двадцать звеньев в общей цепи эмблемы представляют двадцать членов Лиги на время принятия флага. 

## История
Флаг был принят 8 марта 1945 года в качестве национального флага организации. Создатель флага неизвестен. Флаг служит официальным флагом Алжира, Бахрейна, Коморских Островов, Джибути, Египта, Ирака, Иордании, Кувейта, Ливана, Ливии, Мавритании, Марокко, Омана, Палестины, Катара, Саудовской Аравии, Сомали, Судана, Сирии, Туниса, ОАЭ, Йемен.